# Зои Куш
Тамара Одел (енгл. Tamara Odell; Гвајакил (Еквадор), 4. децембар 1991), познатија под уметничким именом Зои Куш (енгл. Zoey Kush), америчка је порнографска глумица. Одел је дебитовала као глумица у индустрији порнографије 2010. године када је имала 19 година.

## Филмографија
- Moms Bang Teens 3 (2013)
- Corrupt Schoolgirls, Volume 2 (2012)
- All Natural Glamour Solos II (2012)
- Revenge of the Petites (2012)
- Boffing the Babysitter 11 (2011)
- Angel Face (2011)
- Lusty in Lingerie (2011)
- Poor Little Shyla (2011)
- Lesbian Triangles 20 (2011)
- Imperfect Angels 9 (2010)